# بادئات التخمر

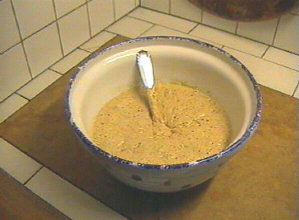

البادئات) Starter culteres، كائنات حية دقيقة تستخدم في إنتاج منتجات الألبان، مثل: اللبن والجبن.
تعتبر الميكروفلورا الطبيعية في الحليب اما غير فعّالة ولا يمكن التحكم بها ولا يمكن التنبؤ بها (التنبؤ بعمليات التخمر الناتجة عنها)، أو دُمرت تماماً بواسطة المعالجات الحرارية ( تعرضها للبسترة) . بالنظر إلى الحليب فإن البادئة (starter culture) يمكن أن توفر خصائص معينة بالتحكم والتنبؤ بشكل أكبر بعملية التخمر (fermintation) .
تتمثل المهمة الرئيسية للبادئ لاكتيك ( lactic starter ) فيها هي إنتاج حمض اللاكتيك من اللاكتوز من خلال عملية التخمر.
1. وظائف أخرى للبادئات يمكن أن تشمل ما يلي: النكهة، الرائحة، إنتاج الكحول. - تثبط نمو الكائنات غير المرغوب فيها # هناك مجموعتان من بادئة اللاكتيك:

(lactic starter culture) : 1- بسيط أو محدد: سلالة واحدة، أو أكثر من سلالة ( بحيث يكون العدد معروف )
2- مدموج أو مركب: أكثر من سلالة، بحيث تزود كل سلالة منها بخصائص معينة خاصة بها.
1. يمكن تصنيفها: محبة للحرارة المعتدلة (mesophilic ) مثل: Lactococcus lactis subsp. cremorisL.- delbrueckii subsp. lactisL. lactis subsp. lactis biovar diacetylactisLeuconostoc mesenteroides subsp. cremoris #

أو محبة للحرارة المرتفعة (thermopilic ) : Streptococcus - Lactobacillus - # الخليط من الكائنات الحية الدقيقة المحبة للحرارة المرتفعة والمعتدلة يمكن أن تستخدم في إنتاج بعض أنواع الجبن .